# 针茅
针茅（学名：Stipa capillata）是一种禾本科植物。这种植物主要分布于新疆的准噶尔盆地西部山地、天山北坡和阿尔泰山，甘肃也有分布；此外在欧洲、苏联中亚和西伯利亚、蒙古均有分布。多生于山间谷地、准平原面或石质性的向阳山坡。一般在海拔500-2300米。模式标本采自德国。